# الاختصار SWEAT
يشير الاختصار SWEAT إلى جنوب غرب الولايات المتحدة وشرق القارة القطبية الجنوبية، الذي يفيد بأن جنوب غرب الولايات المتحدة كان في وقت ما متصلاً بشرق القارة القطبية الجنوبية.
ثمة فرضية للعصر المتأخر ما قبل الكمبريان بمواءمة غرب أمريكا الشمالية مع منطقة درع أستراليا-القارة القطبية الجنوبية بما يسمح بامتداد العديد من الملامح خلال القارة القطبية الجنوبية إلى أجزاء أخرى من جوندوانا، خاصة، أن جبال جرينفيل قد تمتد حول ساحل شرق القارة الجنوبية القطبية إلى الهند و أستراليا. وقد يمتد الحزام الأوفيوليتي لهذه الأخيرة إلى شرق القارة القطبية الجنوبية. وقد تمتد جبال وبماي الواقعة شمال غرب كندا خلال نطاق شرق أستراليا إلى القارة القطبية الجنوبية ومن هناك تحت الجليد لترتبط مع سلسلة جبال يافاباي مازاتزال لجنوب غرب الولايات المتحدة. وقد يوجد نظراؤها من الصخور الرسوبية في حقب الحياة القديمة في عصر ما قبل الكمبري - الباليوزويك على طول كورديليران ميوجيوكلن بالولايات المتحدة في جبال ترانس أنتراكتيك. توفر حدود حزام السلسلة الجبلية نقاطًا توضيحية مفيدة لإعادة البناء القاري لعصر ما قبل الكمبري. يوحي النموذج بأن غندوانا ولورنشيا قد جنحتا بعيدًا عن بعضهما البعض على شريط واحد واصطدمتا بعد 300 مليون سنة بالجوانب المقابلة لها لتشكيل الأبالاتشي.

## الدليل
نشر بحث من قبل فريق دولي بقيادة جون جودج باحث ممول من قبل المؤسسة الوطنية للعلوم مع إدارة العلوم الجيولوجية في جامعة مينيسوتا- دولوث، الذي أعطى دعمًا كبيرًا للنظرية.
حيث كُتب في عدد 11 يوليو من مجلة ساينس(NSF)،وصف هذا الفريق الدولي من الباحثين الأمريكيين والأستراليين النتائج التي توصلوا إليها والتي تم إجراؤها في جبال ترانس أنتراكتك، وأهميتها لمسألة تطابق القطع معًا بأنه كان هناك قارة عملاقة، سُميت رودينيا، على ما يبدو. حصل باحثو الولايات المتحدة على تمويل من المؤسسة الوطنية للعلوم (NSF).

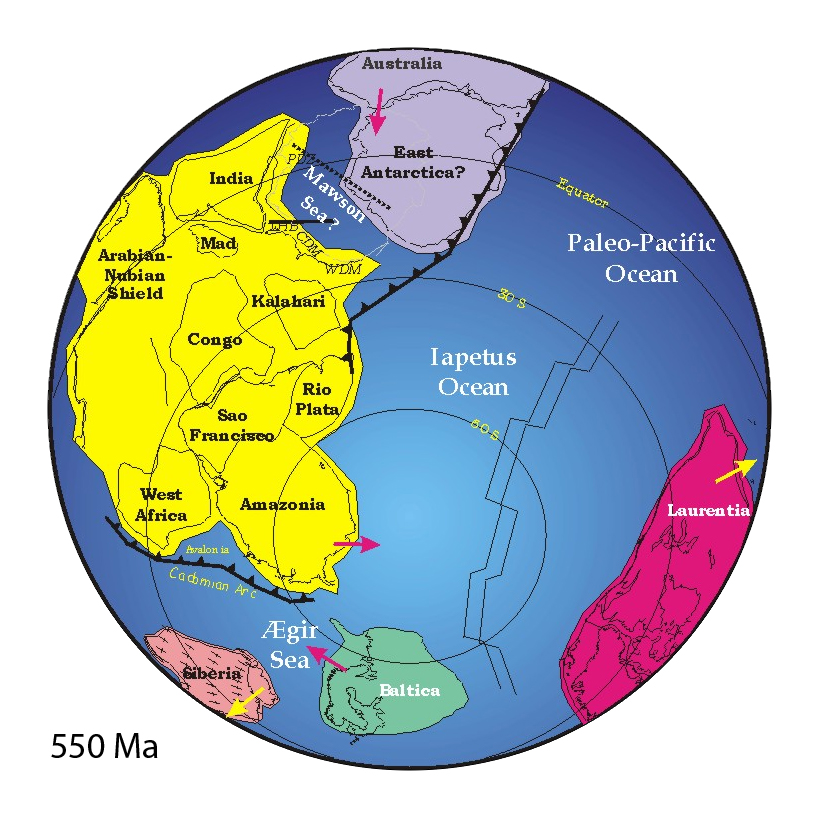
تشير عملية إعادة البناء إلى المراحل النهائية من تكوين جوندوانا منذ 550 مليون سنة.

قادت الخطوط السابقة من الأدلة العلمية الباحثين لوضع نظرية تقول بأنه منذ حوالي 600-800 مليون سنة، انفصل جزء من رودينيا عن ما هو الآن جنوب غرب الولايات المتحدة وانجرف جنوبًا في نهاية المطاف لتصبح شرق القارة القطبية الجنوبية الشرقية وأستراليا.
يقولون إن اكتشاف الفريق يقدم الأدلة المادية التي تؤكد فرضية جنوب غرب الولايات المتحدة وشرق القارة القطبية الجنوبية (SWEAT) .
كان فريق جون جودج يبحث في جبال القارة القطبية الجنوبية الترانس أنتراكتيك عن الصخور التي حملتها الأنهار الجليدية والتي قد توفر أدلة على تكوين القشرة التحتية للقارة القطبية الجنوبية والتي هي في معظم الأماكن مدفونة تحت ميلين من الجليد. عثر على صخرة واحدة على قمة الجبل الجليدي المسمى نيمرود جلاسير، وتم التعرف عليها فيما بعد بكونها من الجرانيت الذي يحتوي على نوع معين من الحبيبات الخشنة الملمس. وكشفت الاختبارات الكيميائية التي أجريت على الصخرة بأن تركيبها الكيميائي مشابه للغاية لحزام فريد من الصخور النارية في أمريكا الشمالية والتي تمتد من كاليفورنيا عبر نيو مكسيكو إلى كنساس، إلينوي وأخيرًا نيو برونزويك و نيوفاوندلاند في كندا.
وكان هذا الحزام من الصخور جزءًا مما يسمى لورينتيا، اعتقادًا من بعض الجيولوجيين بكونها نواة رودينيا. ويتوقف هذا الحزام فجأة عند الشريط الغربي مما دعا بعض الجيولوجيين للشك بأن قطعة من القشرة تصدعت بعيدًا عن ما يعرف الآن بالساحل الغربي للولايات المتحدة.

## تجاور شرق القارة القطبية الجنوبية -لورنشيا
مواقع لورنشيا واليابسة الأخرى في القارة العملاقة في عصر ما قبل الكمبري لـ رودينيا مثيرة للجدل. وعلى الرغم من أن البيانات الجيولوجية والنظائرية تدعم ملاءمة شرق القطب الجنوبي مع غرب لورنشيا كما تؤيد إعادة البناء البديلة تجاور أستراليا أو سيبيريا أو جنوب الصين. توفر البيانات الجديدة الجيولوجية والعمر والنظائر اختبارًا إيجابيًا للتجاور مع شرق القارة القطبية الجنوبية: ونظائر النيوديميوم لطبقات الشريط المتصدع نيوبروتيروزويك متشابهة؛ وتتطابق نظائر الهافنيوم من حوالي 1.4 مليار سنة؛ لشريط الزركون المتعري للقارة القطبية الجنوبية مع الموجودة في جرانيت لورانشيا بتماثلهما في العمر؛ والقطع الصخرية الجليدية من الجرانيت نوع (أ) له عمر اليورانيوم- الرصاص والزركون بحوالي 1440 مليون سنة، وقيمة إبسيلون- هافنيوم الأولية من +7 وقيمة إبسيلون- نيوديميوم الأولية بـ +4. وتشير أدوات التتبع هذه إلى أن وجود الجرانيت في شرق القارة القطبية الجنوبية له نفس العمر والخصائص الجيوكيميائية وآثار النظائر للجرانيت المميز في لورنشيا.

## وصلات خارجية
- liveScience